# 贾琏
贾琏，《红楼梦》中人物，是榮國府大老爺贾赦的長子，榮國府的下任襲爵者，賈迎春、賈琮的異母哥哥，生母不详。他捐了个同知的官位，與祖母、父親及叔父贾政等人一同住在榮國府裡，同妻子王熙凤料理家务，有一女巧姐。他为人好色，一离开王熙凤就找多姑娘鬼混。趁王熙凤参加生日宴会时，与鲍二家的私通，见了尤二姐，又贪图其美色，背着王熙凤，骗娶为二房。後來父亲贾赦又把自己的丫环秋桐赏给他。
贾琏的排行是红学争论的一个问题。第二回冷子兴说：“若问那赦公，也有二子，长名贾琏”，介绍贾琏是长子，但劇情中皆称呼贾琏为琏二爷，称王熙凤为琏二奶奶；如果按照荣府大排行，贾珠老大，贾琏老二，那么贾宝玉应该是老三，但是贾宝玉也叫二爷，不通。
若拿現實中的曹家來套小說中的賈家，曹荃有曹顺、曹𬱖、曹𫖯等諸子，其身為江寧織造的兄弟曹寅有早故子曹颙，曹颙死後，曹𫖯過繼給了曹寅，曹𫖯便理所當然成為曹寅家的老二了；同時曹𫖯是承襲江寧織造世職的家主，那麼此時便其實是家裡“長房”，那麼曹顺便是曹荃家的老二了，由此便出現了兩個“二爺”。

## 婚姻與情感
- 王熙鳳：妻子，個性睿智狠毒。生下巧姐，此外曾因小產休養一段時間。

- 平兒：隨熙鳳出嫁的丫環，亦為妾。個性正直溫和，雖舉報尤二姐之事，但在尤二姐死前頻頻暗自幫助，並透露自己也很後悔，竟未料會有如此結果。

- 秋桐：父親賞下的小妾，為王熙鳳借刀殺人的工具，卻不自知。個性潑辣自私。

- 尤二姐：賈璉在外偷娶的女人，多愁善感、溫柔美麗，雖然從前素行不檢，但嫁予賈璉後便衷心不二。後被王熙鳳趁賈璉出差時接回家中虐待，在外利用尤二姐已退婚的丈夫張華毀謗二姐名聲、於內表面疼愛有加，私下借刀殺人、三餐不繼、欺凌辱罵，在如此艱難的環境下，卻不知何處請來了庸醫將尤二姐快成型的男胎活活打下，尤二姐在精神壓力極大之下，最後吞金自殺身亡。死後賈璉才發覺尤二姐的所有家當所剩無幾，甚至王熙鳳還借賈母之口阻止賈璉將二姐埋在家廟。後平兒用私存的財物補貼二姐的埋葬費。

- 鲍二家的：賈璉外遇對象，被王熙鳳抓見通姦在床，後羞愧上吊自殺。